# María Catrileo Chiguailaf
María Catrileo Chiguailaf (Boroa, Nueva Imperial, Araucania, Xile, 1944) és una lingüista xilena d'ètnia maputxe. El 2009 va rebre el Premi Provincial de Conservació de Monuments Nacionals, arrel dels seus estudis sobre parlants de mapudungun.
Nascuda a Boroa, comuna del municipi de Nueva Imperial, va passar la infància en una comunitat maputxe i després es va traslladar a estudiar a Temuco i, posteriorment, a Concepción. La seva llengua materna és el mapudungun, però durant la seva infantesa, alguns familiars li van prohibir parlar-la i després, a l'escola, va aprendre castellà. És professora d'educació bàsica, anglès i mapudungun, potser l'única del món que reuneix les tres disciplines.
El seu treball se centra en la fonologia i morfosintaxi de la llengua maputxe i especialment la forma verbal. A data de 2013 vivia a la ciutat de Temuco, però treballava a l'Institut de Lingüística i Literatura de la Universitat Austral de Xile, a Valdivia, on impartia cursos en i sobre mapudungun. És autora dels llibres Mapudunguyu (1986),  Diccionario lingüístico etnográfico de la lengua mapuche: mapudungun-español-english (1995) i La lengua mapuche en el siglo XXI (2010).
A més a més, gràcies al seu gust per la lingüística va rebre una beca de postgrau que la va portar a la Universitat de Texas, Estats Units d'Amèrica, en la qual va obtenir un grau acadèmic de magister en lingúística.